# Pierre Barthès
Pierre Barthès (Béziers, 13 de Setembro de 1971) é um ex-tenista profissional francês.

## Grand Slam finais

### Duplas: 1 (1 título)
| Posição | Ano  | Campeonato | Parceiro     | Oponentes             | Placar             |
| ------- | ---- | ---------- | ------------ | --------------------- | ------------------ |
| Campeão | 1970 | US Open    | Nikola Pilić | Roy Emerson Rod Laver | 6–3, 7–6, 4–6, 7–6 |